# كايل تاونسند
كايل تاونسند (بالإنجليزية: Kyle Townsend)‏ هو ملحن ومنتج أسطوانات أمريكي، ولد في 21 سبتمبر 1978.

## وصلات خارجية
- كايل تاونسند على موقع IMDb (الإنجليزية)